# Diritti LGBT in Bosnia ed Erzegovina
I diritti delle persone LGBT (lesbiche, gay, bisessuali e transgender) in Bosnia ed Erzegovina sono differenti rispetto a quelli per le persone eterosessuali. L'attività sessuale maschile e femminile con persone dello stesso sesso è legale in Bosnia ed Erzegovina dal 1998. La discriminazione in base all'orientamento sessuale è vietata nel paese ma le coppie omosessuali non dispongono delle stesse tutele riservate a quelle etero.
La Bosnia ed Erzegovina è uno dei pochissimi paesi a maggioranza musulmana ad avere delle leggi contro l'omofobia.

## Diritto penale
La Bosnia-Erzegovina è governata da due entità politiche: la Federazione della Bosnia-Erzegovina e la Repubblica Srpska e, di conseguenza, i periodi di decriminalizzazione per i rapporti tra persone dello stesso sesso sono differenti.
L'omosessualità è stata decriminalizzata nella Federazione della Bosnia-Erzegovina nel 1996 e nella Repubblica Srpska (RS) nel 1998.

### Età del consenso
L'età del consenso è stata parificata per i rapporti omosessuali a quella dei rapporti eterosessuali nel 1998.

## Tutele per le coppie omosessuali
Le coppie formate da persone dello stesso sesso non hanno diritto alle stesse protezioni legali disponibili per le coppie eterosessuali e non dispongono di alcuna tutela legale.

## Protezione dalle discriminazioni
La legge sull'uguaglianza dei sessi, adottata all'inizio del 2003 e ampliata nel 2009, vieta la discriminazione fondata sul sesso e sull'orientamento sessuale (articolo 2). 
Il divieto di discriminazione per motivi di orientamento sessuale è anche indicato nella Costituzione del distretto di Brčko, nel diritto del lavoro del distretto di Brčko, nel diritto penale in Bosnia-Erzegovina (articolo 145) e nel diritto penale della Repubblica Srpska.
Nel luglio del 2016 il Parlamento della Bosnia-Erzegovina ha adottato un emendamento di legge per la modifica delle leggi antidiscriminazione, esplicitando il divieto di discriminazione basato sull'orientamento sessuale, l'identità di genere e le caratteristiche del sesso.

## Opinione pubblica
Secondo un sondaggio Pew Research pubblicato nel 2017, il 13% degli intervistati in Bosnia-Erzegovina sostiene il matrimonio egualitario, mentre l'84% si dice contrario.

## Tabella riassuntiva
| Attività e relazioni sessuali legali                                                                          | (nella Federazione della Bosnia-Erzegovina dal 1996 e dal 1998 a livello nazionale) |
| Parità dell'età di consenso                                                                                   | (dal 1998)                                                                          |
| Leggi anti-discriminazione sul lavoro                                                                         | (dal 2009)                                                                          |
| Leggi anti-discriminazione nella fornitura di beni e servizi                                                  | (dal 2009)                                                                          |
| Leggi anti-discriminazione in tutti gli altri settori (inclusa discriminazione diretta ed espressioni d'odio) | (dal 2009)                                                                          |
| Leggi anti-discriminazione per l'identità di genere                                                           | (a livello nazionale dal 2016)                                                      |
| Unione civile                                                                                                 | (Proposto)                                                                          |
| Matrimonio egualitario                                                                                        | No                                                                                  |
| Adozioni | No                                                                                  |
| Autorizzazione a prestare servizio nelle forze armate                                                         | Si                                                                                  |
| Diritto di cambiare legalmente sesso                                                                          | Si                                                                                  |
| Accesso alla fecondazione in vitro per le coppie lesbiche                                                     | No                                                                                  |
| Surrogazione di maternità                                                                                     | No                                                                                  |
| Permesso di donare il sangue                                                                                  | No                                                                                  |